# Duntocher
Duntocher est un village situé dans le West Dunbartonshire en Écosse.